# E251
La ruta europea E251 és una carretera que forma part de la Xarxa de carreteres europees. Comença a Sassnitz (Alemanya) i finalitza a Berlín (Alemanya). Té una longitud de 286 km. Té una orientació de nord a sud.